# Trio Madjesi
 (septembre 2023).
Si vous disposez d'ouvrages ou d'articles de référence ou si vous connaissez des sites web de qualité traitant du thème abordé ici, merci de compléter l'article en donnant les références utiles à sa vérifiabilité et en les liant à la section « Notes et références ».
Trio Madjesi est un groupe de musique fondé en 1972 et disparu en 1977 puis a fait un retour dans les années 80, populaire au Zaïre (aujourd'hui République démocratique du Congo, RDC) dans les années 1970 et années 80 . Il 
est formé par trois chanteurs et auteurs-compositeurs : Mario dit Buana Kitoko, Loko Masengo  Djeskain et Saak Saakul Sinatra de son vrai nom Bonghat Tshekabu. Les trois chanteurs ont évolué au sein des groupes urbains congolais des années 1960. Le Trio Madjesi se faisait accompagner par l'orchestre Sosoliso dont les influences étaient plutôt jazz et soul. Madjesi est l'acronyme des trois noms : MA comme Mario Matadidi Mabele, DJE comme Djeskain et SI comme Sinatra l'autre pseudo de Saak Saakul. Les trois chanteurs viennent de 3 pays différents Mario de l’Angola, Djeskain du Congo Brazzaville et Saak Saakul du Zaïre (aujourd’hui République démocratique du Congo , RDC). Ils ont été influencés par la musique noire américaine notamment par son icone James Brown, le Trio Madjesi (Concentration de Mario, Djeskain et Sinatra) va réussir en fusionnant le Funk et la rumba congolaise. Fini le temps de chanteur de charme, l’heure est au spectacle, au show et le chanteur devient un show-man. Le succès est au rendez-vous. Le Trio Madjesi plaisait surtout aux mélomanes africains et européens de par leur particularité multiculturelle, car les leaders du groupe étaient issus de trois pays différents du bassin du Congo.
Le groupe a fait des titres mythiques comme Luzolo, Feza, Butteur, Zanga Zanga, Taximan, Carte Blanche, Photo Ya Madjesi ou encore Sex Madjesi.
Le groupe est considéré comme l’un des meilleurs de leurs époques voir pour beaucoup le meilleur groupe zaïrois des années 70.
Rencontre chez l’Orchestre Vévé de Verckys et Attaque Bazooka(1969-1972)
Mario Matadidi Mabele, Djeskain et Saak Saakul qui a l’époque se nommait Max Sinatra avant d’être Saak Saakul ont tous les trois, fait partie de l'orchestre VéVé dont le fondateur était l'illustre saxophoniste congolais Kiamwangana Mateta, plus connu sous le pseudonyme de Verckys. C’est dans cette orchestre que le futur Trio Madjesi s’est connu là où ils auront le surnom de l’Attaque Bazooka par leurs fans grâce à leurs performances. Au sein de Vévé, un membre de ce trio, Matadi Mario, a composé une œuvre : « Chérie Anna » qui fera grand succès et qui sera même changé en « Chérie Luta » lors de la création du Trio Madjesi. Loko Masengo Djeskain compose aussi une œuvre du nom de « Keba José »qui fera pas mal de succès et Saak Saakul fera une oeuvre du nom de « Fifi Solange » qui fera un grand succès mais aussi « Marie Sango ».

Début et ascension (1972)
S'estimant peu prolifiques et mise en valeur au sein de l'Orchestre Vévé et mécontents de l'omnipotence de Verckys, Mario Matadidi Mabele, Djeskain et Saak Saakul décident de voler de leurs propres ailes. Ils décident ainsi de créer les Trio Madjesi à une époque où les maîtres de la scène rumba congolaise brillaient de tous leurs talents et influences. Le 28 octobre 1972 à Kinshasa (Zaïre) le Trio Madesi fait sa première apparition, il avait secoué toute l'Afrique noire. De l'est à l'ouest et du nord au sud. En l'assommant de rythmes "in" qui eurent le mérite de le propulser à l'avant-plan. Et en la mettant knock- out. dès le premier round, sur les pistes de danse. Ce trio qui était composé de Matadidi Mario, Sinatra Saak Saakul , et  Loko Masengo Djeskain, s’était affirmé au chant avec un style à la James Brown mettant en exergue la voix ténor de Matadidi, la 2e voix de Djeskin et la voix grave de Sinatra Saak Saakul. En l'occurrence, Franco Luambo Makiadi, Tabu Ley Rochereau et Kiamwangana Mateta Verckys. Ils se savaient vaincus d'avance, mais dans la fougue de la jeunesse, ils n'hésitèrent pas un seul instant à aller à la rencontre du public congolais. Pour se démarquer des vieux loups, ils apportèrent un plus dans le style rumba : des rythmes très jazzy, des tenues excentriques, des pas de danses entraînants, des coupes de coiffure originales à la James Brown et Bob Marley, des scénarios dignes des groupes Disco et Souldes USA et la magie opère. Très rapidement, le groupe fait parler de lui et se produit dans les plus grandes salles de Kinshasa dont celle de la voix du Zaïre (Siège de la Radio et Télé Diffusion Nationale). À chacun de leurs passages dans les salles de spectacle, les stades, les églises, etc., et ce, sur tout le territoire zaïrois, le Trio Madjesi drainaient un monde fou, au point que certains toits d'édifice se sont écroulés à maintes reprises avec à la clé plusieurs centaines de morts. L'hystérie collective qu'ils provoquaient avaient du mal à être jugulée par les forces de l'ordre.
Au sommet de leur art (1973-1975)
Le Trio Madjesi est dans une période exceptionnelle le groupe participe au festival du Zaïre 74 organisé par le président du Zaïre Mobutu Sese Seko et le prometteur Don King au côté de James Brown et d’autres artistes congolais Tabu Ley Rochereau et aussi le TP OK Jazz. Lors du combat Mohamed Ali-Georges Foreman en 1974 à Kinshasa, seuls le Trio Madjesi et Lita Bembo ont été remarqués par les Américains qui avaient envoyé une invitation cachée par l'UMUZA, bien que reçue et transmise par le ministère de la culture et des arts, chaque production du Trio Madjesi draine des milliers de fans posant à chaque fois de graves problèmes de sécurité. Malheureusement ce que tout le monde craignait fini par arriver. De retour de leur tournée africaine qui a fait un grand succès le Trio Madjesi se produisit en concert à Kinshasa le toit d’une Eglise où les fans étaient montés pour assister au concert s’effondre, faisant 50 morts. Entre 1973-1974, dans la ferveur du combat de boxe opposant Mohammed Ali à George Foreman, et surtout, dans la liesse de la participation de l'équipe nationale de football Les Léopards du Zaïre à la Coupe du Monde de 1974, le Trio Madjesi atteignent le pinacle, se considérant eux-aussi comme un symbole de l'apogée du richissime Zaïre. Ils se présentent sur scène en maillot des Léopards avec un ballon de foot ; ce qui électrisait davantage la foule. Au paroxysme de la gloire, le Trio Madjesi ont fini par réussir à attirer l'attention des producteurs européens qui les invitèrent à se produire à l'Olympia de Paris en signant le contrat le 21 juin 1976 avec Bruno Coquatrix, ce ne laissa pas indifférents leurs mentors que l'on disait animés de jalousie maladive vis-à-vis de la jeune formation. Cependant, ce concert à l'Olympia de Paris qui était à deux doigts de se réaliser n'eut pas lieu, Mario Matadidi Mabele, Djeskain et Saak Saakul croulant sous les allégations de la justice congolaise qui les assigna à comparaître devant les tribunaux pour malversations financières.

Démêlés judiciaires et descentes aux enfers (1975-1977)
De nombreux fans et critiques musicaux imputèrent le démantèlement de leurs idoles à l'ingérence des trois mousquetaires Franco Luambo Makiadi, Tabu Ley Rochereau et Kiamwangana Mateta Verckys dans les affaires intérieures des Trio Madjesi. Pis, d'aucuns prétendent que les trois mousquetaires ont infiltré le boys band en engageant une taupe, en la personne de Manzenza Nsala mu Nsala (chargé des relations publiques) qui les informerait régulièrement du moindre geste, de la moindre gaffe susceptibles de les déstabiliser. En 1975, l’UMUZA (Union des Musiciens Zaïrois) alors présidée par Franco Luambo Makiadi prit la décision de suspendre l’orchestre Sosoliso pour un an alors que le Trio se prépare pour l’Olympia de Paris qui devait se dérouler le 12 Décembre 1976. Il faut dire que la suspension du Trio Madjesi par Franco Luambo Makiadi était balancé un lundi alors que le dimanche, à la voix du Zaïre, on lisait le communiqué de l'invitation du Trio Madjesi par Bruno Coquatrix pour l'Olympia.
En 1975, l’orchestre Sosoliso est invité à Bangui par l'Empereur Bokassa. Comme d'habitude, le Trio font un tabac devant le public centrafricain. Au terme de cette série de concerts, les Madjesi perçurent leurs cachets en francs CFA pour cause, lors de ce voyage à Bangui, capitale de la République Centrafricaine, le Trio Madjesi amassèrent beaucoup d'argent tout au long de leur tournée, chiffré en francs CFA, monnaie courante dans la plupart des anciennes colonies françaises. De retour à Kinshasa, ils convertirent les Francs CFA en Zaïres (monnaie zaïroise) par le biais du marché informel plutôt que de passer par les institutions bancaires. Ce qui aurait dû rester hermétiquement secret au sein du groupe est parvenu curieusement et rapidement aux oreilles de leurs concurrents, qui, semblent-ils, se sont empressés de saisir la justice congolaise qui leur est tombé sur le râble alors que même les autres orchestres zaïrois pratiquaient cette méthode, cet incident a sérieusement fragilisé le Trio Madjesi. Contraints de rester à Kinshasa pour raison d'enquête, leur rêve de se produire à l'Olympia de Paris se volatilisa. Plusieurs concerts sur le continent africain furent annulés au grand désespoir du groupe. Comme si cela ne suffisait pas, Mario Matadidi Mabele, Djeskain et Saak Saakul ont été interdits de toute activité pendant 1 an. Débilités, le Trio Madjesi participèrent tout de même à quelques festivals et donnèrent des concerts qui n'eurent pas autant de retentissements qu'à ses débuts. Commença la descente aux enfers. L’affaire prend une tournure politique, car les membres du Trio étaient originaires de trois pays différents. Ecœurés, Mario Matadidi rentre en Angola, Djeskain au Congo Brazzaville. Le Trio Madjesi sera quand même invité au Festac 1977 où ils participeront à Lagos au Nigéria puis Saak Saakul Sinatra resta seul au Zaïre, se fût la fin du Trio Madjesi. Mario Matadidi Mabele et Djeskain regagnèrent leurs pays respectifs. Djeskain tenta de revenir sur la scène en formant les Trois Frères à Brazzaville aux côtés de Youlou Mabiala et Michel Boyibanda, anciens musiciens du TP OK Jazz de Franco Luambo Makiadi, mais sans grand succès. Makoso, guitariste de la bande, offre ses services au groupe ennemi d'autrefois TP OK Jazz, tout comme Manzenza Nsala mu Nsala le chargé du Relations Publiques pour avoir livré les informations qui ont eu raison d'un des plus grands groupes de la Pop congolaise de tous les temps. Saak Saakul restera en solo et créa son orchestre Show Machine en sortant quelques singles entre 1978 et 1982 qui feront pas mal de succès puis seul et isolé de la scène musicale congolaise, il préféra trouver refuge à Paris où il vécut pendant de longues années.
Retour du Trio Madjesi d’Afrique (1983-1984)
Reconstitué à Paris, en cet automne 1983, en TRIO MADJESI D'AFRIQUE, le groupe enclenche avec un nouvel album " Le retour du Trio Madjesi" notamment avec des sons comme "Deuxième mi-temps"ou "Village Blokosso". Titre du présent 30 cm, il annonce également le retour de Zorro. En effet, groupe international basé à Paris pour des raisons du show-bizz', les Madjesi concilieront désormais les activités qu'ils livrent séparément dans leurs pays respectifs avec celles qu'ils sont appelés à exercer ensemble. A des périodes données. Leurs rapports ainsi redéfinis, ils partent résolument à la reconquête de l'Afrique. En invitant les outsiders à faire gaffe.

Anecdotes
Saak Saakul fut un des premiers chanteurs congolais à rouler dans une voiture de luxe, haut de gamme et hors de prix dans les années 1970. Il ne se séparait jamais de sa cape et de son petit chien blanc de race bichon qu'il entretenait soigneusement.
En 1973, le président Mobutu Sese Seko les invita en Belgique à Bruxelles pour chanter à l’occasion de l’anniversaire du 32ème anniversaire de la première dame maman Marie-Antoinette Mobutu c’est le seul groupe zaïrois à être invité ce jour-là.
En 1975, lorsqu'ils ont été invités en Centreafrique par Bokassa l’Empereur de la Centreafrique qui était un grand fanatique du Trio Madjesi ils ont été merveilleusement accueilli par ce dernier ils dansaient, buvaient et mangeaient à satiété, en passant 1 semaine de vie dorée avec Bokassa loin de Bangui où ils chassaient les gibiers dans les savanes vers Fort Lamy et ont même reçu une somme d’argent de la part de Bokassa.
Le Trio Madjesi ont également rencontré d’autres chefs d’états du continent africain dont Omar Bongo ancien président du Gabon mais aussi Marien Gouabi ancien président de la (République Populaire du Congo) actuel République du Congo et d’autres encore..
En 1979, Saak Saakul a été acteur d’un film zaïrois nommé La Kinoiserie où il joue le rôle d’un taxi.
Le mardi 29 décembre 2015, au palais du peuple, Banza Mukalayi, le défunt ministre de la Culture et des Arts, avait honoré ses fils et filles à travers le prix national du Mérite de la culture et des arts. Trois artistes de la diaspora s'y étaient rendus en chaise roulante: Josky Kiambukuta, Saak Saakul et Dizzy Madjeku. Saak Saakul comme Ray Lema, Papa Wemba et Josky Kiambukuta étaient honorés par une médaille d’or.
Décès
Le "SI" du Trio Madjesi Sinatra Saak Saakul de son vrai nom Bonghat Tshekabu Sinuku Maximilien est décédé le dimanche 19 Mars 2023 à Paris à l’âge de 81 ans, il est inhumé au cimetière de la Nécropole Entre Ciel et Terre à Mbenzale dans la commune de la N'Sele, dans la périphérie Est de Kinshasa au quartier VIP Culture près de Papa Wemba, Tshala Muana, King Kester Emeneya et Simaro Lutumba.

## Historique
Mario Matadidi Mabele, Djeskain et Saak Saakul ont tous les trois, en différentes époques, fait partie de l'orchestre VéVé dont le fondateur était le saxophoniste congolais Kiamwangana Mateta, plus connu sous le pseudonyme de Verkys. Par ailleurs, Djeskain, cousin du chanteur Mav Cacharel, participa sous le label Loningisa dans les années 1960 aux premiers enregistrements de Négro Succes dirigé par Vicky Longomba, avant de rejoindre VoxAfrica. Mais selon des rumeurs, et d'après Frank Bessem, Mario est un vrai prodige précoce qui prêtait déjà sa voix au groupe Jamel National.

## Discographie
Le Trio Madjesi et l'Orchestre Sosoliso ont un répertoire musical varié. En 5 ans de vie, le groupe publie près d'une trentaine de disques 45 tours. Leurs œuvres ont inspiré plusieurs groupes congolais comme Stukas Mobombo de Lita Bembo, Yoka Lokole, Isifi Lokole, Viva La Musica de Papa Wemba, Empire Bakuba de Pepe Kalle  etc.[réf. nécessaire]